# AEiG Sant Ignasi
L'Agrupament Escolta i Guia Sant Ignasi (o AEiG Sant Ignasi) és un agrupament escolta de Barcelona fundat l'any 1982 i situat actualment al Centre Cívic de Sarrià.
Es defineixen com un moviment educatiu no formal en el lleure que ofereix als nens, nenes i joves l'aventura de créixer i aprendre mitjançant el mètode escolta i guia. El seu projecte està destinat a infants i adolescents, des dels 6 fins als 17 anys, incloent la participació de pares i mares i la dels joves a partir dels 18 anys, que es vulguin implicar en la realització d'un voluntariat com a caps.

## Història
L'any 1962, la Secció de Muntanya de la Congregació jesuïta del Sant Ignasi es convertiria en Agrupament Escolta. Uns anys després va desaparèixer per manca de caps. L'any 1981, Ignasi Feliu en proposaria la refundació per recuperar-ne els valors. Al febrer de 1982, un total de 17 alumnes i ex-alumnes de l'escola passarien a formar part del primer equip de caps. Entre ells, Ignasi Salat (consiliari) i Joan Llop (cap de grup). Va ser llavors quan l'agrupament va entrar a Minyons Escoltes i Guies de Catalunya.
Durant aquell període, el vincle amb l'escola seria més fort que mai. L'escola cedia locals perquè els mestres de l'escola poguessin tirar endavant el projecte educatiu. L'any 1984 hi havia fins a 23 caps i 200 infants i joves. Aquells anys van estar marcats per dos fets: que es perdessin dos joves a Montserrat i un campament d'estiu amb persones invidents.
D'una banda, l'11 de desembre de 1983 dos ràngers es perdrien a la muntanya de Montserrat. Caps de la unitat, pares voluntaris, guàrdies civils i monjos del monestir els buscarien durant setze hores. En trobar-los, se'ls farien arribar mantes i menjar amb cordes. És per això que, des de llavors, anualment s'organitza una pujada a Montserrat. Els més petits pugen des del peu, els ràngers ho fan des d'Ullastrell, i els més grans ho fan des de Barcelona.
D'altra banda, l'estiu de 1986, tindrien la iniciativa de, juntament amb tres altres agrupaments, anar de campaments amb persones cegues de l'ONCE. Durant deu dies farien ruta en tàndems, muntant el campament allà on anessin. Seria la primera experiència d'aquest tipus tant a Catalunya com a Espanya.